# Foro Buonaparte
Foro Buonaparte è un anello stradale che si trova di fronte al Castello Sforzesco a Milano. Il progetto originario del Foro Buonaparte, redatto da Giovanni Antonio Antolini in epoca napoleonica, prevedeva la costruzione di una grande piazza circolare circondata da sontuosi edifici in stile neoclassico. 

## Denominazione
Spesso viene riportato erroneamente come Foro Bonaparte, associandolo al cognome di Napoleone Bonaparte, che modificò successivamente per renderlo più fonetico alla pronuncia francese. 
Infatti sulle targhe toponomastiche affisse agli edifici che si affacciano sul Foro, è riportato come Foro Buonaparte, il cognome originario di Napoleone.

Foro Buonaparte visto da largo Cairoli direzione stazione di Milano Cadorna nel 1893
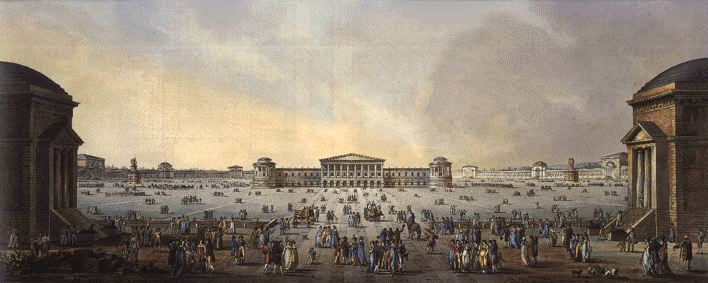
Il progetto dell'Antolini per il Foro Buonaparte, a Milano (lato Porta Sempione)
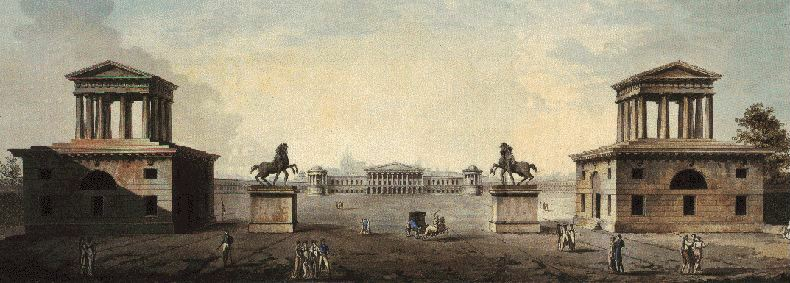
Il progetto dell'Antolini per il Foro Buonaparte, a Milano (lato città)

## Storia
Il progetto di Giovanni Antonio Antolini per il Foro Buonaparte prevedeva originariamente che, intorno al nucleo superstite del Castello Sforzesco, sede del governo repubblicano, venisse eretto un imponente colonnato dorico. Tale nucleo si sarebbe trovato al centro di un'immensa piazza circolare di 570 metri di diametro delimitata da porticati, attorno alla quale sarebbero stati distribuiti edifici pubblici come sale per comizi, un Museo Nazionale, una sorta di Pantheon e le Terme, oltre alla Borsa, un Teatro e la sede della Dogana. Lo stesso Castello sarebbe stato in gran parte demolito e ricostruito con un grande atrio a 12 colonne in forme  neoclassiche secondo la moda del tempo.
Tutto il complesso sarebbe poi stato circondato da un canale circolare navigabile collegato alla Cerchia dei Navigli e valicato da ponti. Il nuovo centro politico della città, quindi, avrebbe dovuto essere consono con i nuovi ideali repubblicani ostili ai regimi assolutisti che avevano patrocinato la fioritura dell'architettura barocca e rococò. 
Il radicalismo innovativo di questo progetto, tuttavia, ne causò il rifiuto da parte della stessa amministrazione francese e di Napoleone il 13 luglio del 1801, che lo giudicò eccessivamente costoso, nonché sproporzionato per le dimensioni della città (che contava all'epoca circa 150.000 abitanti). L'idea venne ripresa dopo l'Unità d'Italia dal Piano Beruto, che vide la realizzazione di una strada semicircolare fiancheggiata da edifici residenziali di lusso.

## Trasporti
- Cairoli